# Johnny Ryan
Johnny Ryan (* 1980, Dublin) ist ein irischer Datenschutz-Aktivist. Er wurde mit Beschwerden bekannt, in denen er die Trennung von Google-Diensten aus Datenschutzgründen forderte. Er vertritt die Meinung, dass Online-Werbung weitgehend in einer rechtsfreien Zone erfolge. Insbesondere versucht er, Echtzeit-Werbeauktionen verbieten zu lassen.

## Leben
Ryan studierte von 1998 bis 2002 am University College Dublin. Nach dem Bachelor-Abschluss arbeitete er als Druckdesigner, Projektmanager und Journalist, ehe er von September 2005 bis 2011 als Forscher und Berater am Dubliner Institute of International & European Affairs tätig war. Dort schrieb er sein erstes Buch, Countering militant Islamist radicalisation on the internet: a user driven strategy to recover the web. Parallel dazu erwarb er den Masterabschluss von der Universität Cambridge. Er promovierte dann mit einem Stipendium der O'Reilly-Stiftung am Magdalene College der Universität. Seine 2011 im Department of Politics and International Studies eingereichte Doktorarbeit  trägt den Titel Militant Islamist radicalisation: does the internet atomise? Danach war er für 3 Jahre als Associate an der Judge Business School der Universität Cambridge im Themenfeld Emerging Digital Environment. Während dieser Zeit arbeitete er zudem als Chief Innovation Officer zuständig für Digitalisierung bei der Irish Times. Nach einem Jahr als Exekutivdirektor der Innovation Academy des University College Dublin wechselte er 2015 in die Industrie.
Bis 2018 war Ryan Head of Ecosystem beim Start-up PageFair, wo er zur Entwicklung von Technologien beitrug, mit denen Firmen Adblocker umgehen konnten. Als PageFair beim Versuch, sich an die 2016 verabschiedete und 2018 in Kraft getretene europäische Datenschutz-Grundverordnung (General Data Protection Regulation) anzupassen, Bankrott erlitt, wurde er 2018 Chief Policy & Industry Relations Officer bei Brave Software Inc., die den auf dem Chromium-Webbrowser basierenden quelloffenen Webbrowser Brave entwickelte, mit dem Werbung und Tracker blockiert werden. Im Namen der Firma reichte er bei europäischen Behörden Beschwerden gegen Google ein, dass die Zusammenführung der aus mehreren Diensten gewonnenen Daten die europäische Datenschutz-Grundverordnung verletze.
2020 Ryan er Senior Fellow der in Dublin ansässigen Organisation Irish Council for Civil Liberties und des Open Market Institutes, einer aus der US-amerikanischen Denkfabrik New America hervorgegangenen Bewegung, die sich die kartellrechtliche Eindämmung der Macht der Internetgiganten zur Aufgabe gemacht hat. Bezahlt wird er von einer Stiftung des Ebay-Gründers Pierre Omidyar. Im Frühjahr 2021 war Ryan federführend an einer Klage gegen das Tech Lab des Interactive Advertising Bureau (IAB), dem internationalen Verband der Online-Werbeindustrie, beteiligt. Dem IAB wurden gravierende Verstöße gegen geltendes Datenschutzrecht vorgeworfen, wegen Datenhandels über automatisierte Auktionsbörsen. Eine erste solche Datenhandels-Plattform wurde 2007 von der Firma AppNexus – 2018 von AT&T aufgekauft, in Xandr umbenannt und ab 2021 zu Microsoft gehörend – eröffnet. Deren Mitgründer Brian O’Kelley prangert mittlerweile ebenfalls Datenschutzverstöße an.
Johnny Ryan ist Fellow der Royal Historical Society.

## Veröffentlichungen
- Johnny Ryan: Countering Militant Islamist Radicalisation on the Internet: A User Driven Strategy to Recover the Web. Institute of European Affairs (Dublin, 2007). ISBN 978-1-874109-86-0.
- Johnny Ryan: A History of the Internet and the Digital Future. Reaktion Books (London, 2010), ISBN 978-1-86189-777-0.